# 고산도서관 (완주군)
고산도서관은 전북특별자치도 완주군에 있는 공립 도서관이다.

## 연혁
- 2006년 3월 9일 개관.